# Debye (cràter)

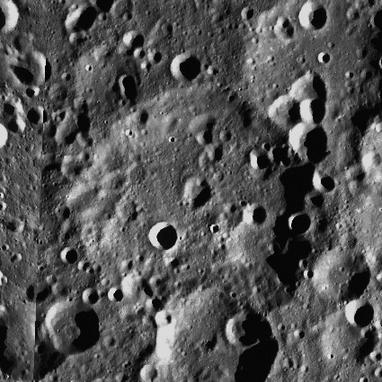
Fotografia de la missió Lunar Reconnaissance Orbiter

Debye és un cràter d'impacte que es troba en l'hemisferi nord de la Lluna, proper a la cara oculta, quan s'observa des de la Terra. Es troba al sud del cràter Chappell, al sud-oest de la plana emmurallada del cràter Rowland, i a l'est de D'Alembert.
La vora exterior d'aquest cràter ha estat molt deteriorada per impactes posteriors, mostrant la forma d'un cercle una mica distorsionat. L'extrem nord-est, en particular, s'ha rectificat per l'efecte dels impactes, i la vora del cràter en el seu conjunt té una forma aproximadament poligonal. El bord sud se superposa al cràter de menor grandària Perkin. La secció més fortament erosionada se situa en el nord-est, on un grup de cràters superposats envaeix el perímetre. La vora occidental està entallat i allotja diversos impactes petits.
L'interior del cràter està gairebé tan destrossat com la vora exterior. La rampa exterior de Perkin envaeix parcialment el sòl del costat sud. Les parts restants de l'interior han estat bombardejades i abatudes per nombrosos impactes, deixant una superfície irregular que és gairebé tan escarpada com el terreny que envolta al cràter. El més recent d'aquests impactes és un petit cràter en forma de copa situat lleugerament al sud-oest del punt central.

## Cràters satèl·lit
Per convenció aquests elements són identificats en els mapes lunars posant la lletra en el costat del punt mitjà del cràter que està més prop de Debye.
|       | \| Debye \| Coordenades \| Diàmetre \| \| ----- \| -------------------------------------- \| -------- \| \| E \| 50° 24′ N, 171° 00′ O / 50.4°N,171.0°O \| 41 km \| \| J \| 48° 24′ N, 172° 36′ O / 48.4°N,172.6°O \| 30 km \| \| Q \| 47° 30′ N, 178° 24′ O / 47.5°N,178.4°O \| 26 km \| |          |
| Debye | Coordenades | Diàmetre |
| E     | 50° 24′ N, 171° 00′ O / 50.4°N,171.0°O | 41 km    |
| J     | 48° 24′ N, 172° 36′ O / 48.4°N,172.6°O | 30 km    |
| Q     | 47° 30′ N, 178° 24′ O / 47.5°N,178.4°O | 26 km    |